# 향신료

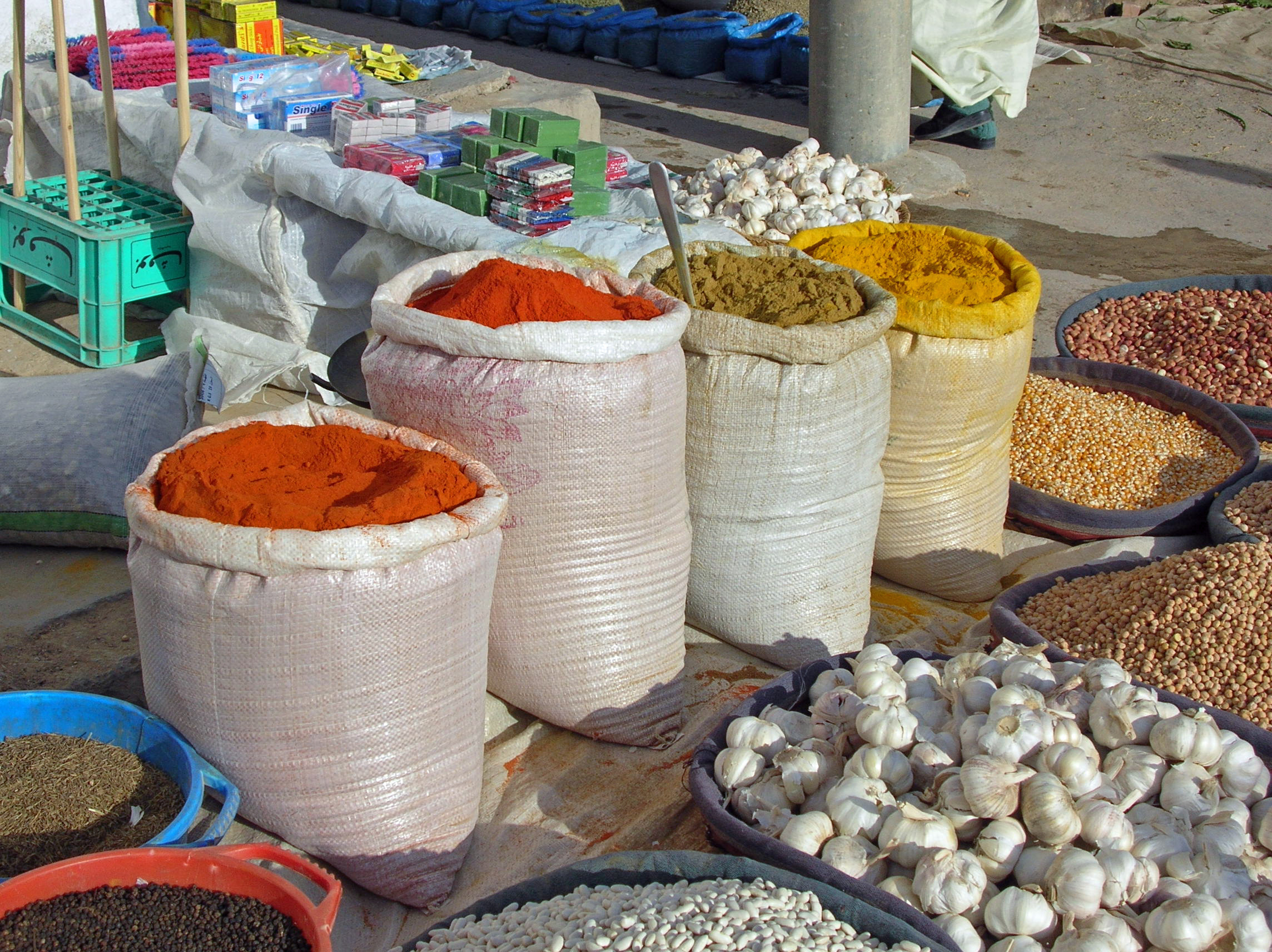
튀니지의 향신료 가게.

향신료(香辛料, 영어: spice)는 식물의 열매, 씨앗, 꽃, 뿌리 등을 이용해서 음식의 맛과 향을 북돋거나, 색깔을 내어 식욕을 증진시키고 소화를 촉진시키는 기능을 해주고 육류의 누린내와 생선의 비린내를 없애는 기능도 하는 것을 말한다. 특이한 향신료로는 홍콩에서 사용하는 진주가루가 있는데, 고대 이집트에서도 진주가루를 식초에 녹여 먹었다는 기록이 남아있다. 향신료는 유럽인들이 아시아를 침략한 원인 중의 하나였다.
향신료를 비롯해 음식의 맛을 돋우기 위하여 사용하는 재료를 양념이라 한다. 한국 음식에 주로 사용하는 양념에는 간장·된장·고추장·소금·설탕·고춧가루·실고추·기름·후추·식초·깨소금·파·마늘·생강 등이 있다.

## 개요

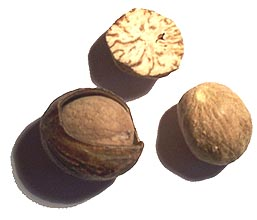
육고기에 넣는 육두구

영어에서는 spice(스파이스)라고 하며 어원은 후기 라틴어로 ‘약품’이라는 뜻인데, 한국어의 ‘양념’에 해당된다. 일본에서도 향신료를 “향료”라고 부르기도 한다. 일반적으로 향신료는 요리에 첨가하여 맛에 변화를 주고, 맛을 더해 주고, 식욕을 증진시키는 효과를 내기 위해 사용한다. 독특한 냄새가 있는 재료는 음식 자체에서 나는 역겨운 냄새를 없애는 데 이용된다. 고기에 넣는 육두구와 생선에 넣는 생강 등이 그 대표적인 예이다. 냄새가 느껴지지 않는 소재는 맛을 돋보이게 한다.
또한 향신료는 방부, 살균 작용이 강한 것이 많고, 식품의 보존성을 위한 용도로 이용되는 경우도 많다. 따라서 후추 등은 대항해 시대에 음식을 장기 보존하기 위한 것으로서 매우 중요시했다.
대부분의 향신료는 식물의 열매와 씨앗과 뿌리 그 자체와 그것을 건조시킨 것, 또는 건조 후 잘게 부수거나, 가루로 만든 것이다. 대부분 소량으로 강한 효력을 가지므로, 가정용은 10 cm 정도 크기의 작은 병에 담겨 판매되는 경우가 많다.
향신료의 맛과 효능을 특징 짓는 성분은 테르펜(terpene), 페닐프로파노이드(phenylpropanoid), 알칼로이드(alkaloid) 등이 있다. 다양한 알칼로이드 가운데는 생물활성이 강한 것이 많고, 독성이 있는 것도 있다.

## 역사

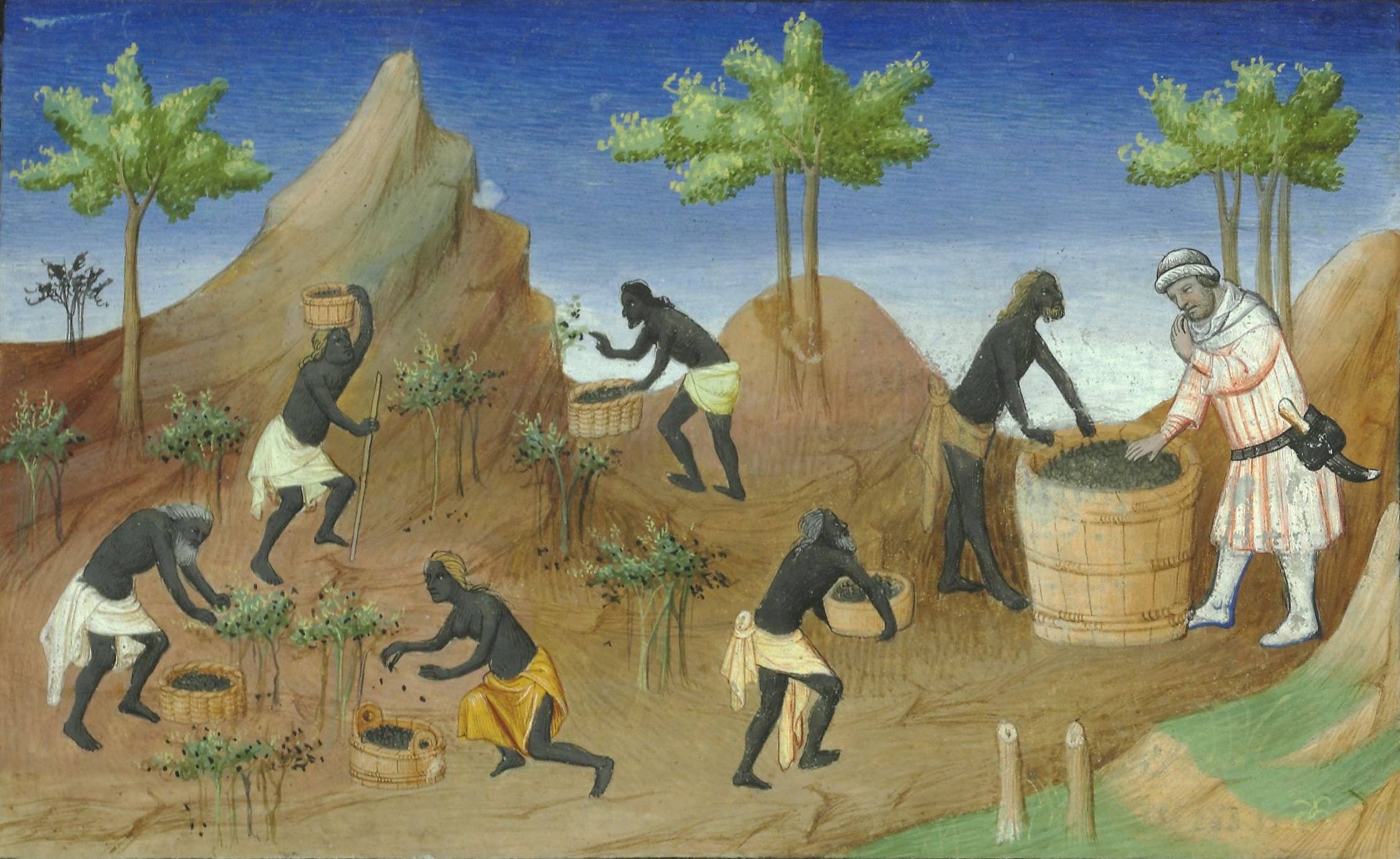
후추를 수확하는 물루스, 마르코폴로 여행기.

인도에서는 기원전 3000년경부터 이미 후추와 정향 등 많은 향신료가 사용되고 있었다. 유럽 사람들의 대부분은 오래전부터 고기와 생선을 많이 먹었지만, 내륙까지 식재료를 수송하고 겨울철에 대비하기 위한 고기와 생선을 장기 보존할 수 있는 방법이 필요했다. 정향과 후추 등은 높은 살균력이 있기 때문에 식재료의 저장에 필수 요소가  되었다. 또한 부패를 방지하는 효능은 그 향기가 병마를 퇴치한다고 믿게 되었고, 향을 피워 사용하는 용도로 쓰는 경우도 많았다. 또한 물이 그다지 풍부하지 않은 지역에서는 몸을 자주 씻지 못하기 때문에 육식을 할 경우 몸에서 나는 체취가 문제가 되었고, 이것이 조미료의 강한 향기를 요구하는 요인이 되기도 했다.
정향, 육두구 등 일부 향신료는 인도네시아의 말루쿠 제도에서만 나왔다. 또한 후추는 인도 동부 해안과 수마트라에서 많이 생산되었다. 따라서 이들 지역과 교역을 해서 조미료를 손에 넣는 것이 국가를 유지하는데 중요한 요인이 되었다. 결과적으로 향신료가 유럽 사람들의 세계 진출을 자극하게 된 것이다.
유럽인들이 향신료를 본격적으로 사용하기 시작한 것은 로마가 이집트를 정복한 후부터이며, 그 당시 귀중하게 생각되었던 향신료는 인도산(産)의 후추와 계피였다. 무역풍을 타고 인도양을 건너 홍해를 북상하여 이집트에 달하는 항로가 개발되었기 때문이다. 로마는 직접 운반해 왔기 때문에 싸게 사용할 수 있었다. 그러나 중세에는 중동의 이슬람교도 세력이 팽창하여 실크로드가 차단되면서 유럽이 원하는 인도양 향신료 무역을 모두 아랍 상인이 독점하였고, 유럽에서는 베네치아 공화국이 이집트의 맘루크 왕조와 오스만 제국으로부터의 수입을 독점했다. 이때부터 향신료 가격은 점차 상승하였는데, 소비자에게 전달되기까지 대략 12단계를 거쳤고 가격은 원산지에 비해 50배에서 500배까지 더 비싼 가격에 유럽에서 거래되기도 했다. 포르투갈은 베네치아의 향신료 무역 독점을 타파하기 위해 희망봉을 통해 인도로 가는 항로를 개척하고 무역을 독점하려 했다.
따라서, 초기에는 향신료를 얻기 위해 동쪽으로 진출을 했지만, 이후에는 무역의 주도권을 확보하기 위한 싸움으로 변해갔다. 때문에 어떤 사람들은 서쪽 항로를 주목했다. 크리스토퍼 콜럼버스가 대표적인 사람으로 1492년에 스페인에서 대서양을 건너 서쪽으로 항해하여 신항로를 개척하여 하였다. 결국, 그는 향료의 주산지인 인도와 인도네시아는 도달하지 못했지만, 아메리카에 도달했고, 그 존재를 유럽에 알렸다. 그의 목적지가 인도였기 때문에 아메리카를 인도라고 착각하고 거기에 사는 원주민을 '인디언'이라고 불렀던 호칭이 오늘날까지 남아 있다. 또한 콜럼버스가 발견한 카리브해에 있는 섬들은 서인도제도라고 하게 되었다.
17세기 들어, 네덜란드가 아시아에 진출한 포르투갈과 경쟁하여, 몰루쿠 제도와 수마트라를 직접 지배 하에 두었다. 근대에는 향신료를 대량으로 재배하게 됨으로써 향신료 무역의 중요성은 크게 낮아졌다.

## 종류
- 건라임
- 겨자 씨
- 계피, 계핏가루
- 고춧가루, 파프리카가루
- 깟씨
- 레몬 즙, 라임 즙
- 들깨
- 마늘가루
- 머스터드
- 메이스
- 몰약
- 바닐라
- 봉출
- 사프란
- 생강가루
- 숨마끄
- 아니스
- 아위
- 양파가루
- 올스파이스
- 울금가루
- 월계수 잎
- 매스틱
- 육두구
- 정향
- 제스트
- 참깨, 깨소금
- 초과
- 초피
- 카다멈(소두구, 향두구)
- 카피르라임 잎
- 캐러웨이
- 커리나무 잎
- 쿠민
- 큐베브
- 타마린드 즙
- 팔각
- 필발
- 호로파
- 화자오(산초)
- 회향
- 후추

설탕, 소금은 음식물의 보존 기간을 늘이고, 음식의 맛을 더하지만 엄격한 의미의 향신료의 범주에 포함되지 않는다.

## 생산
| 생산량(톤) (2003-2004 기준) FAOSTAT(FAO) 조사 |           |       |
| 인도                                          | 1 600 000 | 86 %  |
| 중국                                          | 99 000    | 5 %   |
| 방글라데시                                    | 48 000    | 3 %   |
| 파키스탄                                      | 45 300    | 2 %   |
| 네팔                                          | 15 500    | 1 %   |
| 기타 국가                                     | 60 900    | 3 %   |
| 전체                                          | 1 868 700 | 100 % |

## 사진

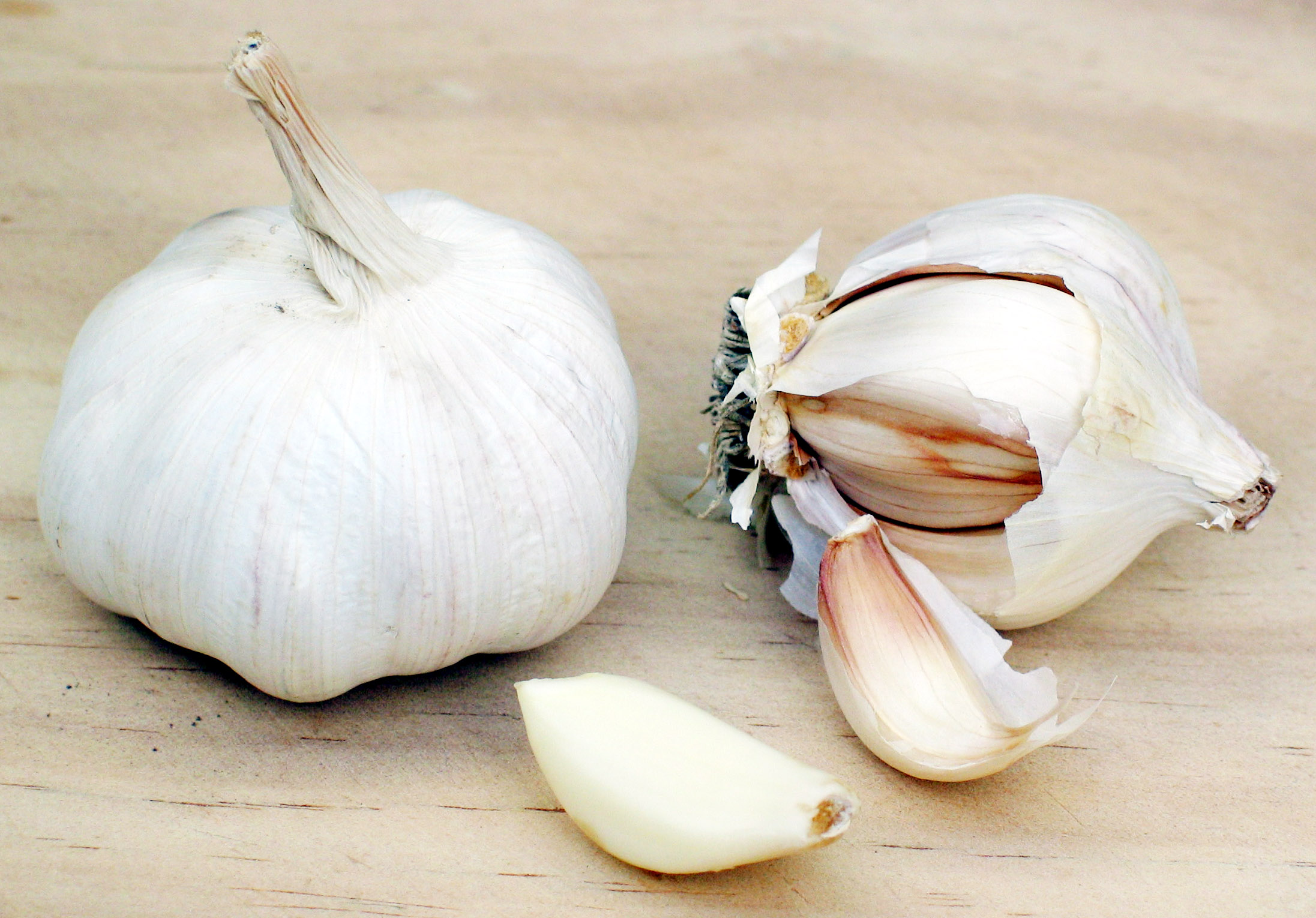
마늘
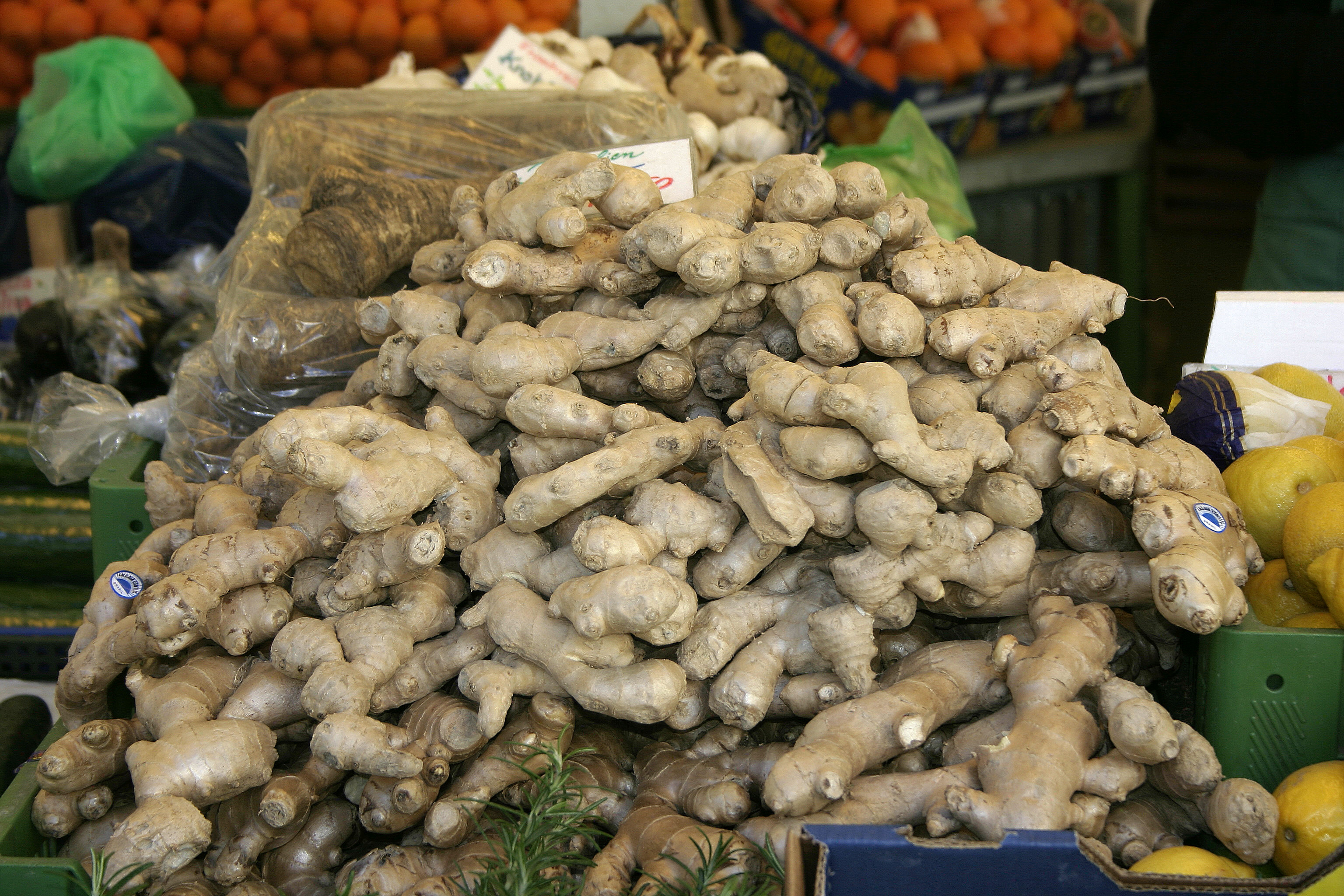
생강
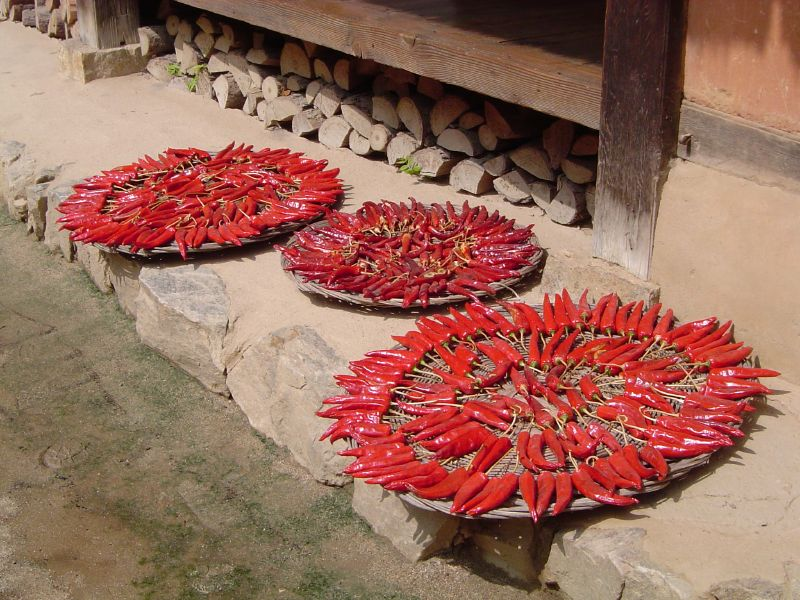
고추
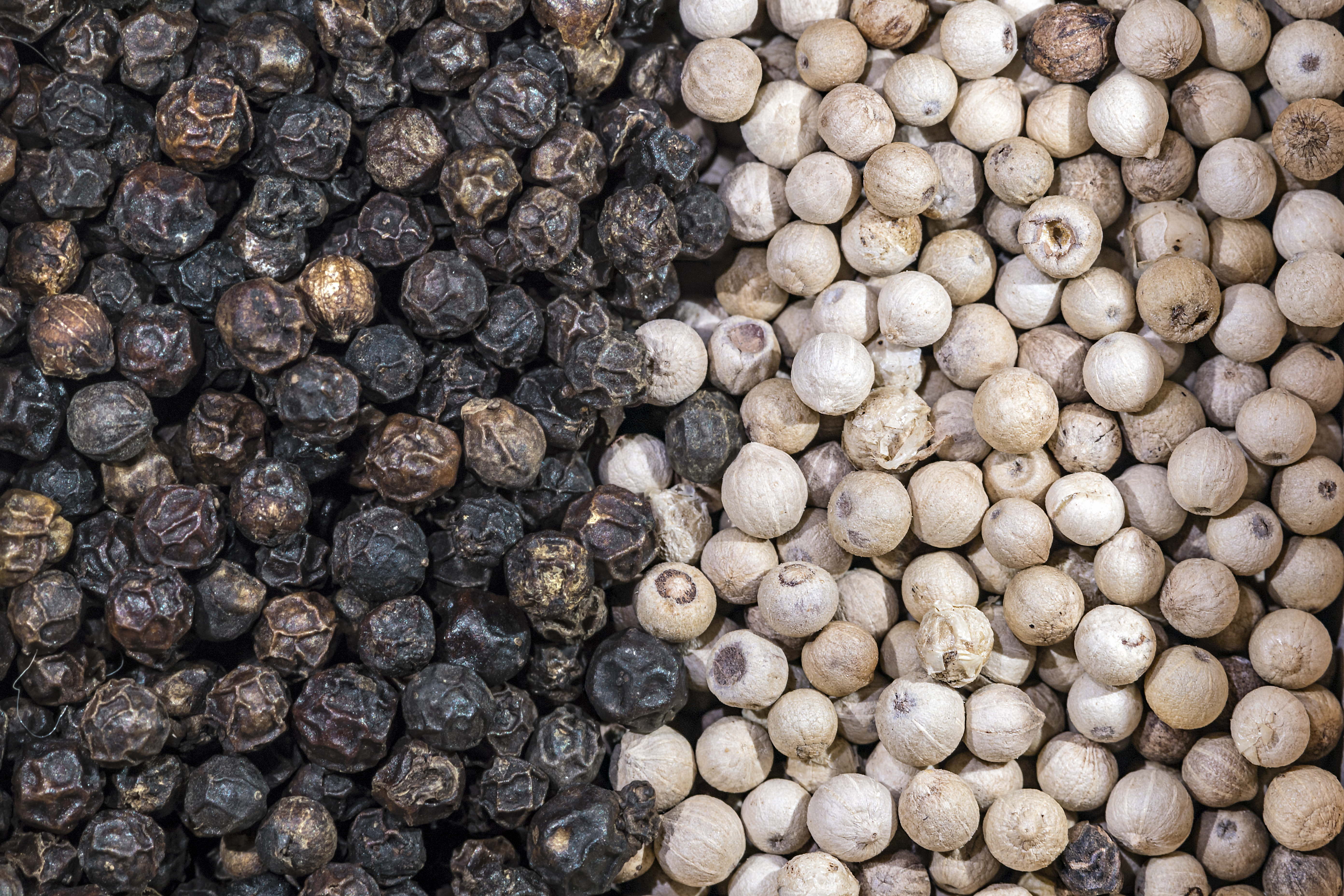
후추
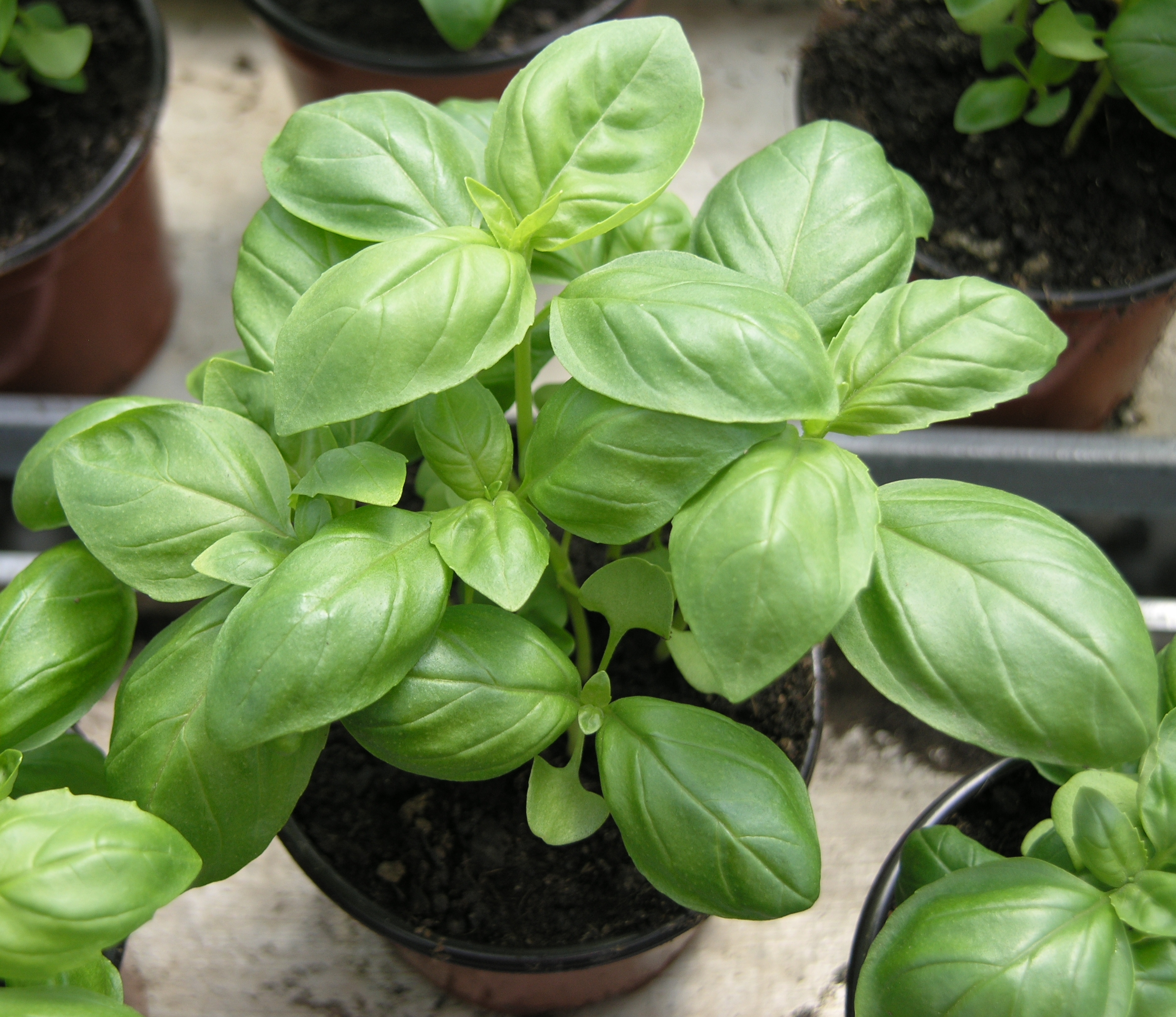
바질
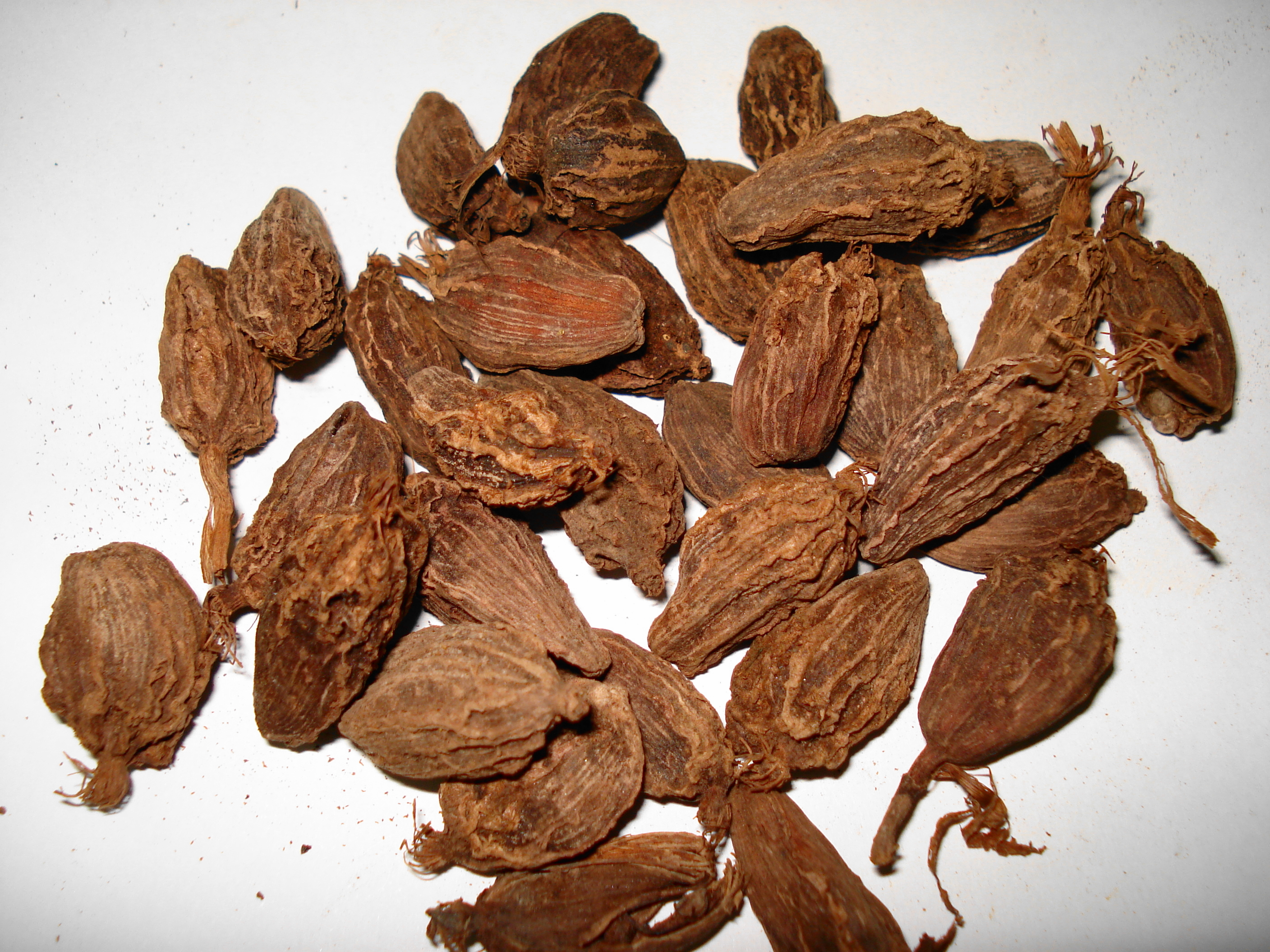
카다몸
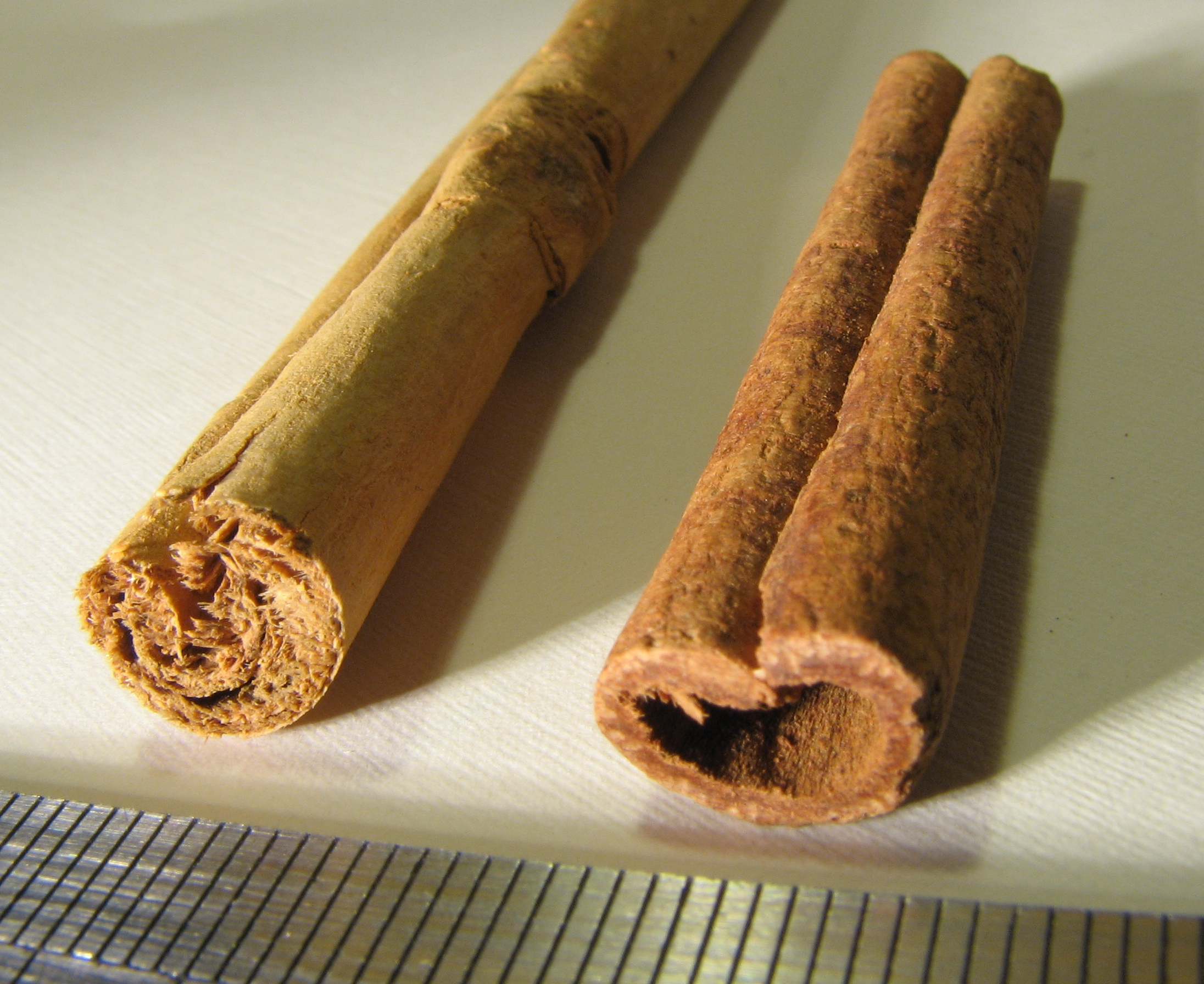
계피(시나몬)
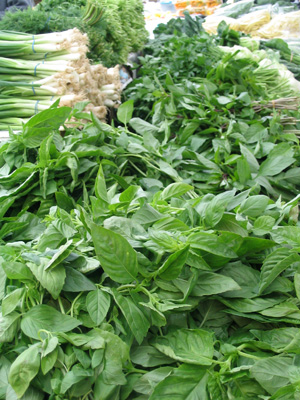
허브